# Байнфурт
Байнфурт (нем. Baienfurt) — община в Германии, в земле Баден-Вюртемберг.
Подчиняется административному округу Тюбинген. Входит в состав района Равенсбург. Подчиняется управлению Миттлерес Шуссенталь.  Население составляет 7194 человека (на 31 декабря 2010 года). Занимает площадь 16,02 км².